# Commissione militare centrale (Corea del Nord)
La Commissione militare centrale della Corea del Nord è un organismo del Partito del Lavoro di Corea che si occupa della gestione delle organizzazioni del Partito e dell'autorità dello stesso sull'Armata Popolare Coreana. Di fatto però è surclassata dalla Commissione di Difesa Nazionale.
Nell'ottobre 1997, insieme al Comitato centrale del Partito, la Commissione militare elesse Kim Jong-il a segretario generale del Partito del lavoro.

## Presidente
- Kim Il-sung (14 dicembre 1962 – 8 luglio 1994)
- Kim Jong-il (8 ottobre 1997 – 17 dicembre 2011)
- Kim Jong-un (11 aprile 2012 – in carica)

## Composizione
- Hwang Pyong-so
- Kim Jae-ryong
- Pak Yong-sik
- Ri Myong-su
- Kim Yong-chol
- Ri Man-gon
- Kim Won-hong
- Choe Pu-il
- Kim Kyong-ok
- Ri Yong-gil
- So Hong-chang
- Pak Pong-ju